# David Hubel
David Hunter Hubel (Windsor, 27 de fevereiro de 1926 — Lincoln, 22 de setembro de 2013) foi um neurobiologista estadunidense-canadense.
Foi agraciado, junto com Roger Sperry e Torsten Wiesel, com o Nobel de Fisiologia ou Medicina de 1981, por estudos sobre a organização e funcionamento do sistema visual.
Hubel casou-se com Ruth Izzel em 1953. Ela morreu em fevereiro de 2013. Em 22 de setembro de 2013, Hubel morreu devido a uma falha renal.